# Depresión de la Selva
La depresión de La Selva es una llanura situada entre 100 y 150 metros sobre el nivel del mar en el noreste de Cataluña (España) de una extensión aproximada de unos 600 km². Administrativamente se reparte entre las comarcas de la Selva y el Gironés. La llanura se rodea al oeste del macizo de las Gavarras y por el sureste y sur por la sierra de la Selva Marítima. En el suroeste limita con las colinas de Massanet. 
Bajo la denominación genérica de depresión de la Selva, se agrupan diferentes zonas deprimidas que forman parte de la depresión prelitoral catalana, que se extiende desde el ángulo noreste de la fosa tectónica del Vallés hasta el extremo sur de la cordillera Transversal. 
La llanura es regada por rieras propias de las cuencas del río Oñar y la riera de Santa Coloma. Los municipios que se asientan total o parcialmente por la depresión en sentido estricto son Aiguaviva, Campllonch, Fornells de la Selva, Quart, Llambillas, San Andrés Salou, Gerona, Riudellots de la Selva, Cassá de la Selva y Llagostera por parte de la comarca del  Gironés y por parte de la Selva, Bruñola, Santa Coloma de Farnés, Massanet de la Selva, Riudarenas, Sils, Viloví de Oñar, Vidreras y Caldas de Malavella. Algunos autores incluyen, por criterios morfológicos el área que alcanza San Gregorio. 